# La gran escapada de l'os Yogi
La gran escapada de l'os Yogi (títol original en anglès, Yogi's Great Escape) és un telefilm d'animació de 1987 produït per Hanna-Barbera com a part de la sèrie Hanna-Barbera Superstars 10. La pel·lícula de dues hores es va emetre en sindicació. S'ha doblat al català.